# Eli Dershwitz
Eli Dershwitz (n. 23 septembrie 1995, Boston) este un scrimer american specializat pe sabie, triplu campion panamerican (pe echipe în 2013, la individual în 2014 și în 2015). A cucerit aurul atât la individual, cât și pe echipe la Jocurile Panamericane din 2015.

## Carieră
A crescut în Sherborn, un oraș mic din Massachusetts. În copilărie a practicat mai multe sporturi cu prieteni din școală elementară, dar a vrut să înceapă un alt sport pentru a-și face prieteni noi. Urmând exemplul fratelui său mai mare, Philip, care era deja un sabrer, s-a apucat de scrimă. Părintii săi s-au arătat mai întâi reticent, de teamă unor rivalității între frați, dar Eli a insistat. A început să practice la clubul Zeta Fencing Studio sub îndrumarea lui Zoran Tulum, care rămâne antrenorul său până în prezent, atât la club, cât și la lotul olimpic.
În sezonul 2010-2011 a obținut primele sale succese în Cupa Mondială de cadeți. La Campionatul Mondial pentru juniori din 2012, la vârsta de 16 ani, a ajuns în finală. A pierdut cu sud-coreeanul Kim Woo-sun după ce a condus 13–8, și s-a mulțumit cu argintul. În anul următor s-a alăturat lotului național, cu care a cucerit medalia de aur pe echipe la Campionatul Panamerican de la Cartagena. A participat și pentru prima dată la Campionatul Mondial, clasându-se pe locul 36. 
În sezonul 2013-2014 a câștigat Campionatul Național al Statelor Unite și Campionatul Panamerican. La sfârșitul anului a absolvit liceul și a fost admis la Universitatea Harvard.
În anul următor a devenit campion mondial de juniori după ce l-a învins pe italianul Francesco Bonsanto. A fost laureat cu aur atât la individual, cât și pe echipe la Jocurile Panamericane de la Toronto. Cu echipe s-a clasat pe locul 5 la Campionatul Mondial din 2015 de la Moscova. 
În sezonul 2015-2016 echipa a cucerit două medalii de aur și una de argint din patru etape de Cupa Mondială și a urcat pe locul unu mondial pentru prima dată din istoria scrimei la această armă. La individual Dershwitz a creat surpriză, câștigând Grand Prix-ul de la Seul. Datorită clasamentului s-a calificat ca membru al Top 14 mondial la Jocurile Olimpice din 2016 de la Rio de Janeiro.

## Palmares
Campionatul Mondial
Juniori:
- 2012 –  aur pe echipe
- 2013 –  bronz la individual
- 2014 –  bronz pe echipe
- 2015 –  aur la individual

Campionatul Panamerican
Seniori:
- 2013:  aur pe echipe
- 2014:  aur la individual
- 2015:  aur la individual

Cupa Mondială
- 2015-2016 –  aur la Seul

| An  | 2012 | 2013 | 2014 | 2015 |
| --- | ---- | ---- | ---- | ---- |
| Loc | 167  | 59   | 22   | 17   |

## Legături externe
- en  Prezentare Arhivat în 2 mai 2016, la Wayback Machine. la Federația Americană de Scrimă
- en Eli Dershwitz la Olympedia.org